# Snakes on a Plane
Snakes on a Plane ist ein US-amerikanischer Horror-Thriller aus dem Jahr 2006, der aufgrund seines Titels bereits vor seiner Veröffentlichung zu einem Thema in Blogs und Webforen wurde. In Großbritannien und den Vereinigten Staaten wurde der Film am 18. August 2006 veröffentlicht, in Deutschland, Österreich und der Schweiz am 7. September.

## Handlung
Der Surfer Sean Jones wird auf Hawaii zufällig Zeuge der Ermordung eines Staatsanwaltes durch den Gangsterboss Eddie Kim. Als dieser versucht, ihn umbringen zu lassen, wird Jones von dem FBI-Agenten Neville Flynn gerettet und zum Verhör gebracht. Dort überredet er ihn gemeinsam mit seinem Kollegen John Sanders, gegen Kim auszusagen. Die Agenten wollen Jones per Flugzeug von Honolulu nach Los Angeles überführen und blockieren mit ihm die erste Klasse des Flugzeugs. Trotz verstärkter Sicherheitsmaßnahmen gelingt es Kim, einen Behälter mit Giftschlangen in den Frachtraum des Flugzeuges schmuggeln zu lassen. Die Leis der Passagiere wurden zudem mit Pheromonen gespritzt, um die Schlangen aggressiv zu machen.
Während des Fluges öffnet sich der Behälter mit den Schlangen und diese gelangen schon bald in die Passagierkabine und das Cockpit des Flugzeugs. Mehrere Passagiere, der Pilot und Agent Sanders fallen den ersten Schlangenattacken zum Opfer. Unter den übrigen Passagieren bricht Panik aus. Unter der Führung von Agent Flynn verbarrikadieren sich die überlebenden Passagiere zunächst im vorderen Bereich des Flugzeuges. Als die Schlangen die Barrikade durchbrechen, zieht sich die Gruppe in die höher gelegene erste Klasse zurück. Flynn kontaktiert Agent Hank Harris, seinen Kollegen in Los Angeles, und beauftragt ihn, einen Schlangenexperten zu finden. Harris bereitet die Notlandung auf dem Los Angeles International Airport vor und kontaktiert den Herpetologen Price, damit dieser die Schlangen identifizieren kann. Harris gelingt es, Kraitler zu verhaften, der die Schlangen beschaffte. Mit dessen Hilfe sowie mit den Angaben des Herpetologen beschafft Harris die entsprechenden Antiseren.
Im Flugzeug fällt währenddessen die Luftzufuhr aus. Um einem Erstickungstod zu entgehen, begibt sich Flynn in den Frachtraum des Flugzeuges und behebt dort die Schäden. Bei seiner Rückkehr stellt er fest, dass der Kopilot ebenfalls einer Schlangenattacke zum Opfer gefallen ist. Er weist die Passagiere daraufhin an, sich anzuschnallen. Mit seiner Pistole schießt er ein Fenster ein. Der plötzliche Druckabfall saugt alle Schlangen aus der Kabine. Flynn und Troy, ein Passagier, der sich mit Flugsimulatorspielen auskennt, übernehmen die Steuerung des Flugzeuges und können es mit Ach und Krach auf dem Flughafen von L.A. landen und in allerletzter Sekunde zum Stehen bringen.
Der Film endet mit einem Surftrip von Jones und Flynn.

## Hintergrund

### Entstehung
Die Idee zur Handlung des Filmes stammt von David Dalessandro, dem Associate Vice Chancellor (Vizekanzler) der University of Pittsburgh. Als Inspiration diente ihm ein Artikel aus dem Jahr 1992 über Braune Nachtbaumnattern, die während des Pazifikkrieges in Militärfahr- und -flugzeuge gekrochen waren. In der ersten Version seines Drehbuches, unter dem Arbeitstitel „Venom“ (Gift), handelte es sich um nur eine braune Nachtbaumnatter in einem Flugzeug. Er änderte dies jedoch und verwendete statt der Trugnatter schließlich eine andere Giftschlangenart.
Die dritte Überarbeitung des Drehbuchs wurde schließlich zur Grundidee für den fertigen Film: „Lots of them loose in the fuselage of a plane.“ Zu der Idee wurde er angeregt durch den Film Aliens, in dem eine Gruppe von Marines einer Unmenge außerirdischer Kreaturen gegenübersteht.
Das fertige Drehbuch schickte er 1995 an 30 Hollywoodstudios – und erhielt von jedem eine Absage: „Now that's scary. My big foray into Hollywood. They put it on a shelf.“ Erst 1999 erhielt Dalessandro einen Anruf von einem Filmproduzenten von MTV/Paramount, der sich an das Drehbuch erinnerte und daraus nun einen Film machen wollte. Von Paramount gelangte das Drehbuch zu New Line Cinema, wo zwei weitere Drehbuchautoren Dalessandros Version bearbeiteten. Geändert wurde vor allem der Anfang und das Filmende, der Mittelteil basiert weitgehend auf Dalessandros ursprünglicher Fassung.

### Hype
Der Filmtitel bescherte der Produktion bereits vor der Veröffentlichung große Aufmerksamkeit. Dies geht unter anderem auf einen Blogeintrag des Drehbuchautors Josh Friedman zurück, dem angeboten worden war, am Drehbuch mitzuarbeiten. In seinem Eintrag preist er den Titel des Filmes: „It's a title. It's a concept. It's a poster and a logline and whatever else you need it to be. It's perfect. Perfect. It's the Everlasting Gobstopper of movie titles.“
Zur Popularität des Titels trug auch der Hauptdarsteller Samuel L. Jackson bei, der in Interviews betonte, dass er die Rolle einzig wegen des Titels übernommen habe.
Schon bald verbreitete sich Snakes on a Plane durch Blogs, Webforen und Webseiten. Fans drehten eigene Filmtrailer, zeichneten Comics oder Filmposter. Dieses virale Marketing wurde vom Studio durch Wettbewerbe auf der offiziellen Website des Films genutzt, wo originelle Videos/Trailer zum Film ausgezeichnet wurden. Ein weiterer Wettbewerb gab Musikern die Möglichkeit, ihre Musikvorstellungen mit in den Film einzubringen.
Zu Protesten kam es, als das Studio beschloss, den Arbeitstitel zu ändern in Pacific Air Flight 121. Das Studio sah sich schließlich gezwungen, von diesem Vorhaben Abstand zu nehmen und den ursprünglichen Titel Snakes on a Plane beizubehalten.
Im März 2006 ordnete New Line Cinema einen Nachdreh an. Während Nachdrehs normalerweise Hinweise auf Probleme beim fertigen Film geben, wurde dieser Nachdreh vorgenommen, um dem Film durch Hinzufügung weiterer Szenen eine höhere Altersfreigabe (von PG-13 zu R-Rated) zu verschaffen. So wurde der Film unter anderem durch eine Sexszene ergänzt sowie durch den von Samuel L. Jackson gesprochenen Satz: „I have had it with these motherfucking snakes on this motherfucking plane!“. Diese Zeile hatte ihren Ursprung in Blogs, wo sie als Parodie auf Jacksons typische Ausdrucksweise in anderen Filmen erschaffen worden war.
Im Juli 2006 gab New Line bekannt, dass dieser Film nicht wie sonst üblich vor der Veröffentlichung in ausgewählten Kinos Kritikern vorgeführt würde. Normalerweise geschieht dies, um schlechte Filmkritiken vor dem Kinostart zu vermeiden, da diese einen negativen Einfluss auf den kommerziellen Erfolg einer Filmproduktion haben können. Laut Regisseur David R. Ellis entschied man sich dagegen in diesem Fall zu dem Schritt, um den bereits entstandenen Hype weiter aufrechtzuerhalten. Eine einzige schlechte Kritik hätte diesen zunichtemachen können. Zudem gehöre der Film den Fans und nicht den Kritikern.
Die Filmproduktionsfirma The Asylum ließ den Low-Budget-Film Snakes on a Train drehen, um selbst von dem Hype zu profitieren. 2007 versuchte ein weiteres B-Movie mit dem Titel Ants on a Plane – Tod im Handgepäck ebenfalls an den Erfolg anzuknüpfen, schaffte es aber nicht in die Kinos und lief nur als Fernsehfilm.
Der Titel der wissenschaftlichen Arbeit Snaxels on a Plane ist eine Anspielung auf den Filmtitel.
Snaxels sind eine generalisierte Form von Snakes, die sich in diesem Fall über eine Ebene (englisch Plane) bewegen.

### Erfolg
Mit 35 Millionen US-Dollar Produktionskosten blieb der Film mit einem Einspielergebnis von rund 13,5 Millionen Dollar am ersten Wochenende hinter den Erwartungen des Studios zurück. Auch großangelegte Werbemaßnahmen (wie beispielsweise großflächige Plakatierungen in der Pariser Metro) führten nicht dazu, dass an den ursprünglichen Internet-Hype angeknüpft werden konnte. In Deutschland verzeichnete der Film nur 73.000 Besucher und verschwand nach knapp einer Woche wieder aus den Kinos.
Auch die Zweitverwertung im DVD-Verleih und -Verkauf ging nur schleppend voran.

## Kritiken
„Weniger Horror- als Katastrophenfilm, dessen stets am Rand der Geschmacklosigkeit angesiedelte Gags mit so viel entwaffnender Unbekümmertheit inszeniert sind, dass man sich das Lachen nicht verbeißen kann.“

„Das Werk, das im Internet monatelang Anlass bot zu wildesten Spekulationen, erschreckt vor allem durch die miserablen Schauspieler(innen). Sie dienen dem Trash-Film als Schlangenfrass.“

„Die Action ist standardisiert, inszenatorische Überraschungen sucht man vergebens, und die Charaktere haben sich, wie es für ein B-Movie typisch ist, den Notwendigkeiten des hanebüchenen Plots unterzuordnen. Dieser entwickelt sich, nachdem die Passagiere erst einmal vor dem zischenden Grauen in die First Class geflohen sind, zu einem geradlinigen Katastrophenfilm, bei dem die Schlangen nur noch eine dekorative Staffage abgeben.“

Der Schriftsteller Stephen King stellte den Film im Vorwort zu seinem Danse Macabre in eine Liste von Filmen, die für ihn funktioniert haben. An den Leser gewandt schrieb er dazu: „Das ist jetzt nur meine Meinung, aber wenn Ihnen der Film nicht gefallen hat, warum zum Teufel lesen Sie dann dieses Buch hier?“